# Triathlon aux Jeux africains de 2011
Navigation
Édition suivante
Le triathlon  aux Jeux africains de 2011 a lieu à Maputo au Mozambique. Deux épreuves distinctes sont au programme les 14 et 15 septembre pour les courses féminines et masculines.

## Médaillés
| Event  | Or               | Argent       | Bronze            |
| ------ | ---------------- | ------------ | ----------------- |
| Hommes | Erhard Wolfaardt | Abrahm Louw  | Wian Sullwald     |
| Femmes | Carlyn Fischer   | Andrea Steyn | Fabienne St Louis |

## Tableau des médailles
| Rang  | Nation         | Or | Argent | Bronze | Total |
| ----- | -------------- | -- | ------ | ------ | ----- |
| 1     | Afrique du Sud | 2  | 1      | 1      | 4     |
| 2     | Namibie        |    | 1      |        | 1     |
| 3     | Maurice        |    |        | 1      | 1     |
| Total | Total          | 2  | 2      | 2      | 6     |

## Résultats
| Position           | Athlète           | Nation         | Temps           | écart      |
| ------------------ | ----------------- | -------------- | --------------- | ---------- |
| Médaille d'or      | Carlyn Fischer    | Afrique du Sud | 1 h 6 min 25 s  | /          |
| Médaille d'argent  | Andrea Steyn      | Afrique du Sud | 1 h 6 min 58 s  | 33 s       |
| Médaille de bronze | Fabienne St Louis | Maurice        | 1 h 7 min 29 s  | 1 min 3 s  |
| 4                  | Lauren Dance      | Afrique du Sud | 1 h 8 min 38 s  | 2 min 13 s |
| 5                  | Laurelle Brown    | Zimbabwe       | 1 h 15 min 17 s |            |
| 6                  | Pamela Fulton     | Zimbabwe       | 1 h 17 min 49 s |            |
| 7                  | Alaa Ashraf       | Égypte         | 1 h 24 min 38 s |            |
| 8                  | Shannon Wilson    | Zimbabwe       | 1 h 32 min 22 s |            |
| 9                  | Hanifa Said       | Kenya          | 1 h 34 min 45 s |            |

| Position           | Athlète             | Nation         | Temps           | écart      |
| ------------------ | ------------------- | -------------- | --------------- | ---------- |
| Médaille d'or      | Erhard Wolfaardt    | Afrique du Sud | 58 min 30 s     | /          |
| Médaille d'argent  | Abrahm Louw         | Namibie        | 59 min 13 s     | 43 s       |
| Médaille de bronze | Wian Sullwald       | Afrique du Sud | 1 h 1 min 46 s  | 3 min 16 s |
| 4                  | Christopher Felgate | Zimbabwe       | 1 h 2 min 7 s   |            |
| 5                  | Valery De Falbaire  | Maurice        | 1 h 5 min 6 s   |            |
| 6                  | Swaleh Balala       | Kenya          | 1 h 9 min 35 s  |            |
| 7                  | Mohamed Zakaria     | Égypte         | 1 h 9 min 39 s  |            |
| 8                  | Sharif Kakooza      | Ouganda        | 1 h 10 min 0 s  |            |
| 9                  | Brendan Michell     | Zimbabwe       | 1 h 11 min 10 s |            |
| 10                 | Corey O'Riordan     | Zimbabwe       | 1 h 11 min 46 s |            |